# 1969年3月18日日食
1969年3月18日日食是一次日環食，發生於1969年3月18日（西半球的部分日偏食區域為3月17日）。新月當天（即朔日），地球上觀測到月球和太阳的角距離極小，此時月球如果恰好在月球交點附近，穿過太阳和地球之間，與地球、太阳接近一直線，則會出現日食。月球穿過太阳和地球之間，但距地球較遠，本影未能接觸地表，而使偽本影覆蓋的區域內看到月球的角直徑小於太陽，就形成日環食，同時在偽本影兩側數千公里的半影範圍內形成日偏食。此次日環食經過了印度尼西亞和太平洋群島託管地的部分島嶼，日偏食則覆蓋了东南亚、澳大利亚的大部分及周邊部分地區。

## 日食概況

### 出現區域
印度洋西南部、爱德华王子群岛東北約490公里處在日出時最先看到日環食，隨後月球偽本影先向東再向東北經過很長的洋面，在澳大利亚羅利群礁西北約420公里的帝汶海海面達到最大食分。此後偽本影經過了印尼的部分島嶼，進入太平洋又覆蓋了聯合國託管地、由美国管理的太平洋群島託管地的部分島嶼（今屬密克罗尼西亚联邦）後在日落時分結束於馬紹爾群島比卡爾環礁東北約220公里處。環食帶均在國際日期變更線以西，在3月18日看到日環食。
此次偽本影經過的陸地全都是島嶼，依次包括：
- 印度尼西亞：自西南向東北斜貫東努沙登加拉省中部偏西，再經過東南蘇拉威西省東南部、马鲁古省中部偏北（今马鲁古省西北部和北马鲁古省東南部）、伊里安查亞省西北端（今西巴布亞省西北端）；
- 太平洋群島託管地（今密克罗尼西亚联邦部分）：法勞萊普環礁、加費魯特島。[3][4]

除了上述狹窄的環食帶內能看到日環食之外，月球半影覆蓋範圍內都能看到日偏食，包括莫桑比克東部沿海的小部分、馬爾加什共和國（今马达加斯加）除北部外的絕大部分、莫桑比克海峡內諸島、馬斯克林群島、凱爾蓋朗群島、东南亚除中南半島西北半部外的大部、中国大陆東南部、港澳、臺灣、韩国中南部、日本除北海道地區外的大部、澳大利亚、密克羅尼西亞島群中西部、美拉尼西亚島群、玻里尼西亞島群西部、南极洲靠近印度洋的約三分之一。其中絕大部分位於國際日期變更線以西，在3月18日看到日食，剩下很小一部分在3月17日看到日食。

### 基本參數
- 類型：日環食
- 食甚中心處（位於澳大利亚羅利群礁西北約420公里的帝汶海）資料：
  - 時間：1969年3月18日4:54:17.8
  - 地點：14°46.8′S 116°17.9′E / 14.7800°S 116.2983°E
  - 食分：0.9954（環食帶內最大）
  - 日環食持續時間：25.7秒

## 相關的日食

### 1968-1971年的日食
月球交替位於相對的月球交點時，以半個交點年（食年），即約177天又4小時間隔出現下列日食。
| 升交點                                      | 升交點                   |          | 降交點                   | 降交點 |
| 沙羅週期                                    | 地圖                     | 沙羅週期 | 地圖                     |        |
| 119                                         | 1968年3月28日 偏食（南） | 124      | 1968年9月22日 全食       |        |
| 129                                         | 1969年3月18日 環食       | 134      | 1969年9月11日 環食       |        |
| 139                                         | 1970年3月7日 全食        | 144      | 1970年8月31日 環食       |        |
| 149                                         | 1971年2月25日 偏食（北） | 154      | 1971年8月20日 偏食（南） |        |
| 1971年7月22日的日偏食屬於下一組交點年系列。 |                          |          |                          |        |

### 沙羅周期
沙羅週期長度為18年11天。本次日食屬於沙羅週期129，共包含80次日食，依次為1103年10月3日至1446年4月26日的20次日偏食、1464年5月6日至1969年3月18日的29次日環食、1987年3月29日至2023年4月20日的3次全環食（亦稱混合食）、2041年4月30日至2185年7月26日的9次日全食、2203年8月8日至2528年7月26日的19次日偏食，總共歷時1424.38年。其中最長的全食發生於2131年6月25日，共持續了3分43秒。
下表列舉了1901年至2100年間發生的屬於該周期的日食，是第46至56次：
| 46            | 47            | 48            |
| ------------- | ------------- | ------------- |
| 1915年2月14日 | 1933年2月24日 | 1951年3月7日  |
| 49            | 50            | 51            |
| 1969年3月18日 | 1987年3月29日 | 2005年4月8日  |
| 52            | 53            | 54            |
| 2023年4月20日 | 2041年4月30日 | 2059年5月11日 |
| 55            | 56            |               |
| 2077年5月22日 | 2095年6月2日  |               |

## 資料來源
1. ↑  樊忠玉. . 中国天文科普网.   [2016-03-19]. （原始内容存档于2014-09-17）.
2. 1 2  Fred Espenak. . NASA Eclipse Web Site.   [2016-03-19]. （原始内容存档于2020-10-20）.（英文）
3. ↑  Fred Espenak. . NASA Eclipse Web Site.   [2016-03-19]. （原始内容存档于2020-10-21）.（英文）
4. ↑  Xavier M. Jubier. .   [2016-03-19]. （原始内容存档于2016-10-26）.（法文）（英文）
5. ↑  Fred Espenak. . NASA Eclipse Web Site.   [2016-03-19]. （原始内容存档于2008-08-29）.（英文）
6. ↑  Fred Espenak. . NASA Eclipse Web Site.（英文）

## 外部連結
- NASA日食專頁（页面存档备份，存于）（英文）
- 可見區域圖和時間統計：由弗雷德·埃斯佩纳克做出的日食預報，NASA/GSFC
  - Google互動地圖呈現的日食範圍
  - 貝塞爾元素
- Google地圖顯示的日環食和日偏食範圍（页面存档备份，存于）（法文）（英文）

| \| \| 日食 \|                             |                              |                                           |
| 上一次日食： 1968年9月22日日食 （日全食） | 1969年3月18日日食 （日環食） | 下一次日食： 1969年9月11日日食 （日環食） |
| 上一次日環食： 1966年5月20日日食          | 1969年3月18日日食 （日環食） | 下一次日環食： 1969年9月11日日食          |
|                                           | 日食                         |                                           |